# ツール・ド・九州
ツール・ド・九州（ツール・ド・きゅうしゅう、Tour de Kyushu）は、毎年10月に九州で行われる国際自転車ロードレース大会である。

## 概要
九州の経済団体トップと各県知事で構成される九州地域戦略会議において、ラグビーワールドカップのレガシーの持続的継承や九州でのサイクルツーリズムの推進、近年九州を襲った自然災害からの復興を象徴するイベントとして開催が決定された大会。開催初年度の2023年はタイトルスポンサーにマイナビを迎えて10月6日から9日まで開催された。初日は小倉城クリテリウム。その後は7日は福岡、8日は阿蘇、9日は大分で3日間のステージレースを開催。出場チームは国外からアスタナ・カザクスタン・チームなど8チームが、国内からは開催地の九州地域を活動拠点とするVC福岡、スパークルおおいたレーシングチームを含む10チームの計18チームが参加、合計100名を超える選手がエントリーした（1チームあたりのエントリー人数は6名または5名）。
2024年もマイナビがタイトルスポンサーで10月11日から14日まで開催。大会初日の小倉城クリテリウム以降は前年とは異なり大分、熊本阿蘇、福岡の順で計4日間開催され、国外から7チーム、国内から10チームの計17チーム、計98名の選手が出場した。
2025年は10月10日（金）から10月13日（月・祝）の4日間に長崎県佐世保市（クリテリウム）、福岡県、熊本県、大分県/宮崎県（共催）の各県にて開催される事が発表されている。

## 各ステージの概要

### 大会初日：小倉城クリテリウム（2023年，2024年共通）
JR西小倉駅（福岡県北九州市）に近い小倉城周辺を25周回する計約45kmのクリテリウムレース。クリテリウムの成績は以後3日間のステージレースでの総合成績には加算されない。スタート前にはチームプレゼンテーション、ステージレースでの各賞ジャージの紹介などが行われた。

### 2024年のステージ

#### 第1. 大分ステージ （137.72km)
別府市の立命館アジア太平洋大学をスタートし、由布市の湯布院温泉地を通過。日本でも有数のワインディングロードのやまなみハイウェイには長者原スプリントポイントが設定。レース中盤には九重、四季彩ロード、山浦に3箇所の山岳ポイントが
設定され、日田市街地に入ると大宮八幡宮を起点とする周回コースを２周回しゴールする。

#### 第2. 熊本阿蘇ステージ (108.46km)
南小国町の瀬の本レストハウスをスタート、産山村を経て阿蘇市に入り阿蘇神社周辺を駆け抜け、雄大な阿蘇五岳を一望できる１級山岳の箱石峠を目指す。その後２級山岳の波野、観光スポットの阿蘇望橋を含む小周回を３周し、高森方面へと下り「南阿蘇鉄道」周辺や白川水源を巡りながらフィニッシュ地点の南阿蘇村を目指す。

#### 第3.福岡ステージ (140.48km)
岡垣町の複合施設岡垣サンリーアイをスタートし、玄界灘を見渡す波津海岸のスプリントポイントと垂見峠の２級山岳ポイントを含む14kmの周回コースを９周した後、道の駅むなかたを経て残り2kmは直線で宗像大社前にゴールする

### 2023年のステージ

#### 第1. 福岡ステージ (144.01km)
競輪の会場として知られる北九州メディアドーム内を起点とし、香春町、長谷峠、久留米市、牛鳴峠、筑後市などを経てJR新大牟田駅前のゴールを目指し南下するラインレース

#### 第2. 熊本阿蘇ステージ (107.73km)
県北南小国町の瀬の本レストハウスを起点として阿蘇市内中心部、箱石峠を経て南阿蘇村に至るラインレースの後に南阿蘇村のケニーロードを5周回後、あそ望の郷くぎのでゴールする山岳基調のコース

#### 第3.大分ステージ (129.13km)
国際サーキット場として知られるオートポリス内コースを3周回した後、上津江町、天ケ瀬地区などを経て日田市中心部を目指して北上し、日田市中心部での5周回後にゴールする。

## 歴代優勝者
| 年   | 優勝者                   |
| ---- | ------------------------ |
| 2023 | アンドレイ・ツェイツ     |
| 2024 | エミリアン・ジャニエール |

## レース配信
大会初年度より公式Youtubeチャンネル　において全レースをスタート前からゴール後の表彰式の模様まで無料でライブ配信している（アーカイブでも視聴可能）。
カメラモトやスプリント・山岳ポイント等の定点カメラ映像を中心に
時にはヘリやドローンからの映像も含まれ、また2024年の大会では英語版（日本語音声の実況解説に被せる形で一部分同時通訳したもので日本語版の配信に比べ無声部分が多い）も別個に配信された。
しかしながら選手が山中のコースを通過する際には映像が乱れたり全くLIVE映像が配信されない時間帯も一定時間あり（その間はハイライトや選手インタビュー、地域を紹介する映像等を流していた）今後へ向けての課題と考えられる。